# باشگاه فوتبال الشعله
باشگاه فوتبال الشعله (به عربی: نادي االشعلة) یک باشگاه فوتبال عراقی در شهر بغداد می‌باشد. این باشگاه بعد بازی در لیگ برتر عراق و یک درجه تنزل، اکنون در لیگ دسته دو عراق بازی می‌کند.